# Condado de Delaware (Indiana)
El condado de Delaware (en inglés: Delaware County), fundado en 1827, es uno de 92 condados del estado estadounidense de Indiana. En el año 2000, el condado tenía una población de 118 769 habitantes y una densidad poblacional de 117 personas por km². La sede del condado es Muncie. El condado recibe su nombre en honor a la tribu Delaware. 

## Geografía
Según la Oficina del Censo, el condado tiene un área total de 1026 km², de la cual 1018 km² es tierra y 8 km² (0.66%) es agua.

### Condados adyacentes
- Condado de Blackford (norte)
- Condado de Jay (noreste)
- Condado de Randolph (este)
- Condado de Henry (sur)
- Condado de Madison (oeste)
- Condado de Grant (noroeste)

## Demografía
Según la Oficina del Censo en 2000, los ingresos medios por hogar en el condado eran de $34 659 y los ingresos medios por familia eran $45 394. Los hombres tenían unos ingresos medios de $36 155 frente a los $23 268 para las mujeres. La renta per cápita para el condado era de $19 233. Alrededor del 15.10% de la población estaban por debajo del umbral de pobreza.

## Transporte

### Autopistas principales
- Interestatal 69
- U.S. Route 35
- Ruta Estatal de Indiana 3
- Ruta Estatal de Indiana 28
- Ruta Estatal de Indiana 32
- Ruta Estatal de Indiana 67
- Ruta Estatal de Indiana 167
- Ruta Estatal de Indiana 332

## Municipalidades

### Ciudades y pueblos
- Albany
- Daleville
- Eaton
- Gaston
- Muncie
- Selma
- Yorktown

### Municipios
El condado de Delaware está dividido en 12 municipios:
- Center
- Delaware
- Hamilton
- Harrison
- Liberty
- Monroe
- Mount Pleasant
- Niles
- Perry
- Salem
- Union
- Washington